# Hostinec U Kaštanu
Hostinec U Kaštanu je barokně-klasicistní budova čp. 201 v Břevnově v Praze. Nachází se v ulici Bělohorské, u křižovatky s ulicí Patočkova. Hospoda je chráněna jako kulturní památka.

## Historie a založení ČSDS
Zájezdní hostinec zbudovaný při staré cestě nedaleko břevnovského kláštera a pivovaru sloužil jako výletní restaurace a místo setkání různých organizací a spolků. Nejvýznamnější byla schůze českých socialistů v čele s Josefem Boleslavem Peckou a Ladislavem Zápotockým dne 7. dubna 1878, kdy zde byla založena Českoslovanská sociálně demokratická strana. K odkazu této strany se hlásila Komunistická strana Československa, za jejíž vlády byl hostinec prohlášen za národní kulturní památku a krátce po nastoupení Zápotockého syna Antonína do funkce prezidenta zde bylo 7. dubna 1953 k 75. výročí schůze otevřeno Muzeum počátků československého dělnického hnutí. V roce 1955 došlo k zbourání levého křídla budovy kvůli rozšíření ulice Bělohorské.

## Současnost
Od devadesátých let slouží dům jako kulturní centrum Prahy 6, které od roku 2003 spravuje Unijazz, občanské sdružení hlásící se k tradici Jazzové sekce. Nachází se zde divadelní sál pro různé kulturní akce, muzeum populární hudby Popmuzeum, výtvarný výukový ateliér a kavárna. Několik sezón zde hrála šachová ligová družstva oddílu Unichess své domácí zápasy první a druhé ligy. Nedaleko domu se nachází zastávka U Kaštanu na tramvajové trati z Malostranské na Bílou horu.